# Федосеев, Юрий Григорьевич
Юрий Григорьевич Федосеев (род. 10 декабря 1945, Люторичи, Тульская область) — советский деятель органов охраны общественного порядка, начальник МУРа.

## Биография
Родился в семье шахтёра и колхозницы, в семье были ещё две сестры и старший брат. В 1954 семья переехала в столицу, где отец устроился в жилищную контору плотником. Окончил школу-восьмилетку и поступил в школу рабочей молодёжи, и работал слесарем-сантехником, также по рекомендации начальника штаба местного ДНД дежурил дружинником, со временем стал заместителем начальника штаба. Служил в конвойных войсках в Красноярском крае, по рекомендации замполита вступил в КПСС. В 1972 окончил юридический факультет МГУ. Затем служил помощником оперуполномоченного уголовного розыска в отделе специальной службы, в отделе квартирных краж МУРа. Назначен в профилактическую службу в составе уголовного розыска, ездил по всему Союзу. С 1981 до 1983 участвовал в войне в ДРА, служил старшим советником в Царандое провинции Лагман. С приданными ему переводчиками, советниками, оперативниками и милиционерами, а также бойцами специального подразделения «Кобальт» укрепляли местную милицию, создавал безопасности, проводили колонны с продовольствием и боеприпасами. По возвращении возглавил отдел по борьбе с убийствами. С 1984 до 1987 возглавлял уголовный розыск по Камчатской области. В 1989 с отличием окончил факультет подготовки руководящих кадров Академии МВД СССР. В том же году становится заместителем, с 1991 до 1994 являлся начальником Московского уголовного розыска. 18 марта 1994 уволен приказом В. Ф. Ерина.
Просто ГУВД и городские власти с подачи мафиозных структур решили ввести в руководство МУР «своего человека».
Увольнению предшествовала проверка подразделения ГУУР. Имел намерение обратиться в суд с иском к МВД России о неправомерности отставки. После принудительного увольнения из милиции занялся писательской деятельностью и публицистикой в СМИ. С 1994 до 1997 состоял начальником управления экономической защиты «Агропромбанка», затем был заместителем генерального директор «Демос-APS». В 2009 Мещанский районный суд города Москвы признал экстремистской книгу «Ксенофобия или самооборона», в соответствии с заключением этнолого-социо-психологической экспертизы эта книга «может способствовать формированию установок, соответствующих идеям расизма, этнонационализма, нацизма», также содержание книги «направлено на осуществление экстремистской деятельности.».

## Публикации
- Федосеев Ю. Г. Записки начальника МУРа : монография. — Москва : Патриот, 1996. — 224 с. — ISBN 5-7030-0833-6.
- Федосеев Ю. Г. Русские и евреи : монография . — Москва : Витязь, 2002. — 216 с. — ISBN 5-8652023-075-1.[6]
- Федосеев Ю. Г. Русь доордынская : (крат. повествование). — Москва : Детектив-Пресс, 2004. — 184 с. : ил. ; 17 см. — (Война традиций). — Библиогр.: с. 184. — 1000 экз. — ISBN 5-89935-062-8 (в пер.).
- Федосеев Ю. Г. Мы — русский народ : монография. — Москва : Детектив-Пресс, 2005. — 294 с. ; 22 см. — (Русские, евреи и другие…). — Библиогр.: с. 291—293. — 7000 экз. — ISBN 5-89935-066-0 (в пер.).
- Федосеев Ю. Г. Русь и Золотая Орда : крат. ист. повествование. — Москва : Стрелецкий В. А., 2006. — 324 с. : ил., карты ; 22 см. — Библиогр.: с. 324—325. — 3000 экз. — ISBN 5-91039-003-1 (в пер.).
- Федосеев Ю. Г. Великая смута : крат. ист. повествование. — Москва : Стрелецкий В. А., 2006. — 250 с. : ил. ; 22 см. — Библиогр.: с. 250—251. — 3000 экз. — ISBN 5-91039-010-4 (в пер.).
- Федосеев Ю. Г. Романовы. Век первый : крат. ист. повествование; [ил. А. Ветер]. — Москва : Стрелецкий В. А., 2008. — 327 с. : ил. ; 22 см. — 3000 экз. — ISBN 978-5-91039-019-9 (в пер.).
- Федосеев Ю. Г. Романовы. Век третий : краткое историческое повествование. — Москва : Стрелецкий В. А., 2012. — 336 с. : ил. ; 22 см. — 1000 экз. — ISBN 978-5-91039-036-6 (в пер.).
- Федосеев Ю. Г. Крушение династии Романовых : краткое историческое повествование . — Москва : Стрелецкий В. А., 2015 (Москва). — 402 с. ; 22 см. — Библиогр.: с. 401—403. — 1000 экз. — ISBN 978-5-91039-050-2 (в пер.).
- Федосеев Ю. Г. Десять лет, которые… : краткое историческое повествование. — Москва : Стрелецкий В. А., 2015. — 432 с. ; 22 см. — 500 экз. — ISBN 978-5-91039-052-6 (в пер.).
- Федосеев Ю. Г. Была страна. Становление державы : краткое историческое повествование. — Москва : Стрелецкий В. А., 2016. — 550 с. ; 22 см. — 500 экз. — ISBN 978-5-91039-055-7 (в пер.).
- Федосеев Ю. Г. Была страна 2 : от «оттепели» до крушения Советской власти, или От Хрущёва до Горбачёва : [краткое историческое повествование]. — Москва : Стрелецкий В. А., 2016. — 316 с. ; 22 см. — 500 экз. — ISBN 978-5-91039-056-4 (в пер.).
- Федосеев Ю. Г. (общ. ред.) Московский уголовный розыск, 1918—2018. История в лицах. В 3 томах. 2018. ISBN 978-5-93918-082-5.
- Федосеев Ю. Г. Записки бывшего начальника МУРа 25 лет спустя. — Москва : 2020. — 270 с. ; 20 см. — 200 экз. — ISBN 978-5-6044728-5-9.